# مارانزانا
مارانزانا (به ایتالیایی: Maranzana) یکی از شهرها و یکی از شهرستان‌های استان آسته در منطقهایتالیایی پیدمونت می‌باشد که در ۷۰ کیلومتری جنوب شرقی شهر تورین و در ۲۵ کیلومتری جنوب شرقی آسته واقع شده است.
مارانزانا با این شهرستان‌ها مرز مشترک دارد: آلیچه بل کله، شهرستان کاسینی، مومباروتسو و ریکالدونی.
مارانزانا محل تولد سیاحی به نام جیاکومو بو بوده است. 

## سرشماری
آمار برگرفته از مرکز ملی آمار (ایتالیا) می‌باشد.